# Proboscidea (Gattung)
Proboscidea ist eine Pflanzengattung in der Familie der Gemsenhorngewächse (Martyniaceae). Die allesamt neuweltlichen, etwa sieben Arten stammen ursprünglich aus den Südstaaten der USA und dem nördlichen Mexiko. Sie sind in vielen Gebieten der Welt Neophyten. Die Hälfte der Arten von Proboscidea werden vielseitig als Zier-, Nutz- und Heilpflanzen verwendet. Alle Arten sind für ihre ungewöhnlich geformten, lang gehörnten und holzigen Kapselfrüchte bekannt.

## Beschreibung

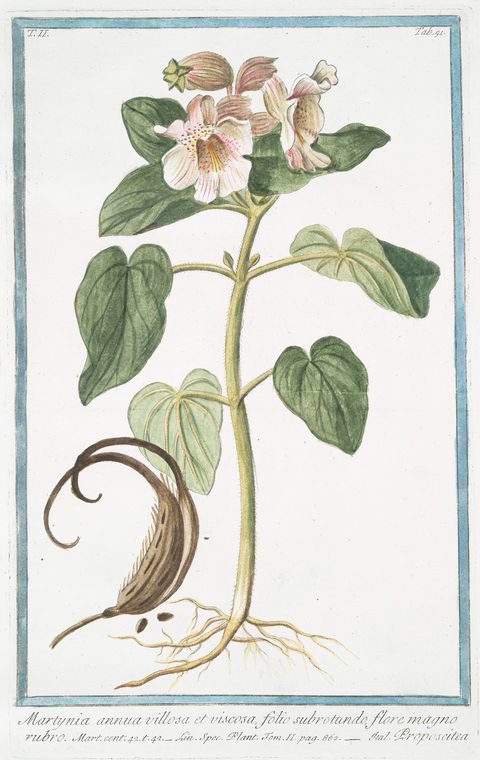
Illustration von Proboscidea louisianica

### Erscheinungsbild
Proboscidea-Arten wachsen als einjährige bis ausdauernde, krautige Pflanzen oder Halbsträucher. Sie bilden einfache, wenig verzweigte, manchmal knollige Wurzeln, oder rübenähnliche Pfahlwurzeln. Die oberirdischen Pflanzenteile sind fast vollständig behaart und/oder mit leicht klebrigen, faulig duftenden Drüsenhaaren bedeckt.
Die meist bis zu 1 Meter langen Stängel wachsen -je nach Art- niederliegend bis ausgebreitet, kriechend bis aufrecht. Sie können, arten- oder standortbedingt, verzweigt oder unverzweigt sein.

### Blätter
Die halb-gegenständig oder wechselständig angeordneten Laubblätter sind in Blattstiel und Blattstiel gegliedert. Der Blattstiel ist meist lang. Die Spreitenbasis ist herzförmig bis abgeflacht. Die gefurchten und/oder stark geäderten, rauen Blattspreiten sind breit-eiförmig, rundlich, nieren-, schildförmig oder dreieckig, einfach bis eingebuchtet oder handförmig gelappt. Die Blattränder können leicht gezähnt und/oder gewellt sein. Die Laubblätter sind mehr oder weniger dicht mit einfachen, weichen und klebrigen Drüsenhaaren (Stieldrüsen) bedeckt. Nebenblätter fehlen.

### Blütenstände und Blüten

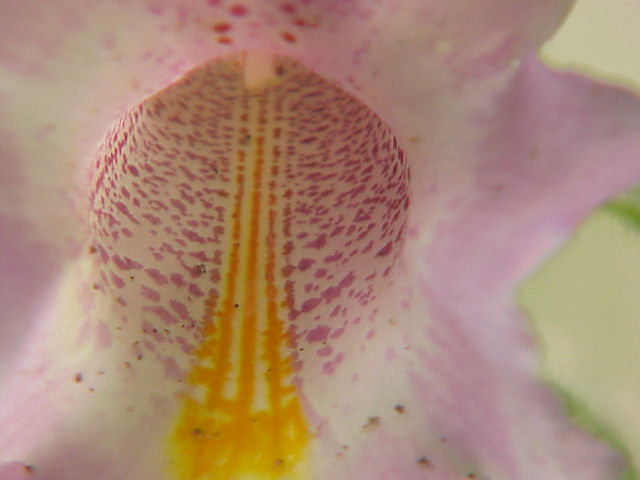
Ausschnitt einer Blüte von Proboscidea louisianica, Nahaufnahme

Wenige (maximal fünf an Proboscidea sabulosa) oder viele (bis zu 50 an Proboscidea parviflora) Blüten, mit jeweils ein oder zwei (abfallenden) Vorblättern direkt unterhalb, sind an endständigen, teils lang gestielten, traubigen Blütenständen mit Deckblättern. Die Blütezeit liegt meist im Hoch- bis Spätsommer.
Die stark duftenden, zwittrigen Blüten sind zygomorph und fünfzählig mit doppelter Blütenhülle. Die fünf mehr oder weniger ungleichen, 1 bis 2 cm langen Kelchblätter sind meist frei oder nur kurz verwachsen. Die glockenförmigen Blütenkronen können cremefarben, gelb, pink, violett, kastanienrot oder lavendelfarben sein. Die auffälligen, fünf 2 bis 5 cm langen Kronblätter sind ab der unteren Hälfte untereinander glocken- bis trichterförmig verwachsen. An ihrer Basis sind sie eingeschnürt. Die so gebildeten, höchstens etwa 1 cm langen, zylindrischen Kronröhren besitzen einen 10 bis 30 mm großen Schlund. Der freie Teil der Krone ist zweilippig und fünflappig. Der Schlund und die Unterlippe besitzen bei einigen Arten andersfarbige Linien und Punkte als Saftmale. Sowohl die Außenseite der Blütenröhre wie auch die Kelchblätter sind bei den meisten Arten mit leicht klebrigen Drüsenhaaren besetzt. Von den meist vier Staubblättern sind zwei kürzer als die anderen, es ist ein Staminode vorhanden. Zwei Fruchtblätter sind zu einem oberständigen, einkammerigen Fruchtknoten verwachsen. Der schmale Griffel endet in einer zweilappigen, flachen Narbe.

### Früchte und Samen

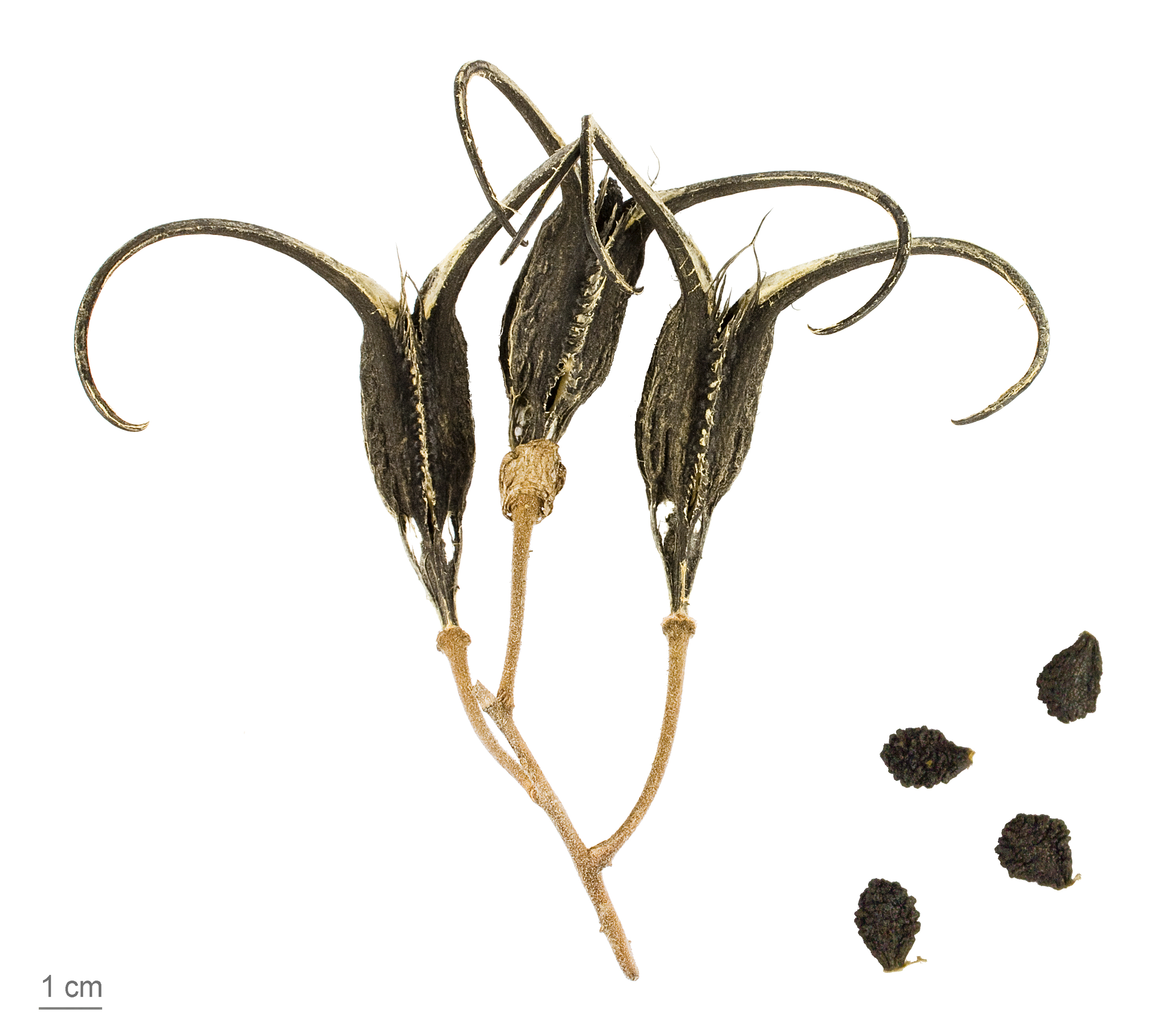
Kapselfrüchte und Samen von Proboscidea parviflora

Proboscidea bildet längliche, haarig-klebrige und lang geschnäbelte, fachspaltige Kapselfrüchte. Die äußere Schicht, das Meso-Exocarp, ist fleischig und fällt mit zunehmender Reife ab oder trocknet aus. Die danach erkennbare innere Schicht, das Endocarp, ist ledrig bis holzig und gefurcht oder skulptiert. Jede einzelne Kapsel ist dunkelbraun bis grauschwarz gefärbt und bildet einen 5 bis 10 cm langen „Körper“ mit oft beidseits einem kleinen Kamm. Jede Kapsel besitzt außerdem eine lange, oft leicht bis stark zurückgebogene Spitze (Rostrum), die sich bei abgeschlossener Samenreife in zwei bis fünf Haken oder „Hörner“ („Gemsenhörner“ oder „Teufelskrallen“) aufspaltet. Die Hörner sind eineinhalb- bis dreimal länger als der eigentliche Körper. Die Kapselfrüchte enthalten 8 bis 20 Samen.
Die abgeflachten Samen sind bei einer Länge von 6 bis 10 mm und einer Breite von 4,5 bis 5,5 mm ei- oder tropfenförmig. Die korkige Samenschale (Testa) ist mehrschichtig und grob texturiert, hell beigefarben, gräulich bis schwarzbraun. Die Samen zeichnen sich durch einen hohen Öl- und Gerbstoffgehalt und eine bemerkenswerte Lagerungsfähigkeit (bis zu 5 Jahren) aus.

## Ökologie

### Ausbreitungsbiologie
Die Ausbreitung der harten Kapselfrüchte erfolgt als Trampelkletten (Epizoochorie), die verhärteten Spitzen umklammern die Hufe oder Pfoten größerer Säugetiere wie Zangen, oder sie verhaken sich im Fell, gelegentlich auch am Schuhwerk unachtsamer Wanderer. Die unfreiwilligen „Verbreiter“ zertreten die Kapselfrüchte und setzen so die einzelnen Samen frei.

### Präkarnivorie
Bei verschiedenen Arten von Proboscidea, wie auch bei Ibicella lutea, wurde vermutet, dass sie karnivor sein könnten, da die Pflanzen fast vollständig mit klebrigen Drüsenhaaren bedeckt sind und zahllose, kleinere Insekten fangen. In ihrer Eigenschaft sind die Drüsenhaare denen von Byblis sehr ähnlich. Genauere Untersuchungen ergaben, dass die Pflanzen zwar keine Aminosäuren produzieren, aber dafür verschiedene proteolytische Enzyme. Dadurch findet eine nur unvollständige Verdauung statt, welche zumindest die Aufnahme und Verwertung bereits gelöster Nährstoffe und tierischer Proteine erlaubt. Proboscidea gilt daher als präkarnivor.

### Krankheiten und Schädlinge
Vor allem junge Pflanzen von Proboscidea können von insgesamt sechs verschiedenen Viren befallen werden, so besonders vom Bohnenmosaikvirus und vom Gurkenmosaikvirus. Beide Viren werden durch Blattläuse übertragen.

## Verbreitung und Invasive Pflanzenarten

Verbreitung der Gattung Proboscidea

Das ursprüngliche und natürliche Verbreitungsgebiet der Gattung Proboscidea erstreckt sich in Nordamerika über 48 US-Bundesstaaten (hauptsächlich aber über die Südstaaten) bis hinab in den Norden Mexikos.
Sowohl in den kanadischen Provinzen Saskatchewan und Ontario ist Proboscidea louisianica ein Neophyt. Proboscidea louisianica gilt als invasive Pflanzenart und wird in einigen US-Bundesstaaten bekämpft. Sie kommt als Neophyt auch außerhalb Nordamerikas vor, so in Portugal, Spanien, Italien, im westlichen (europäischen) Grenzgebiet von Russland und in der Türkei. Proboscidea althaeifolia ist in Peru ein Neophyt. Proboscidea louisianica und Ibicella lutea wurden auch im Südosten Australiens eingeschleppt, besonders in den Provinzen South Wales, Queensland und Victoria werden sie bekämpft.

## Systematik und Botanische Geschichte

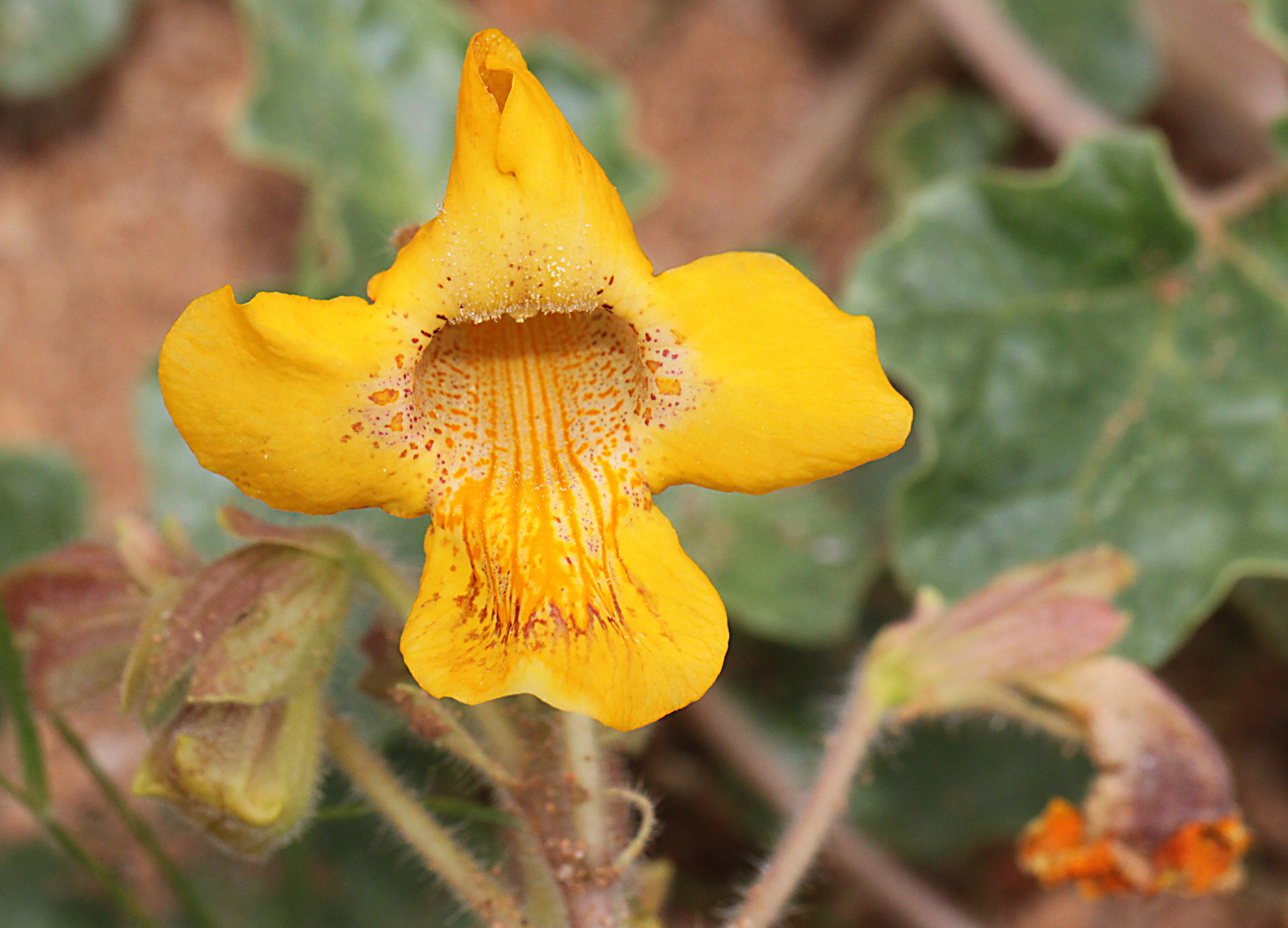
Proboscidea althaeifolia

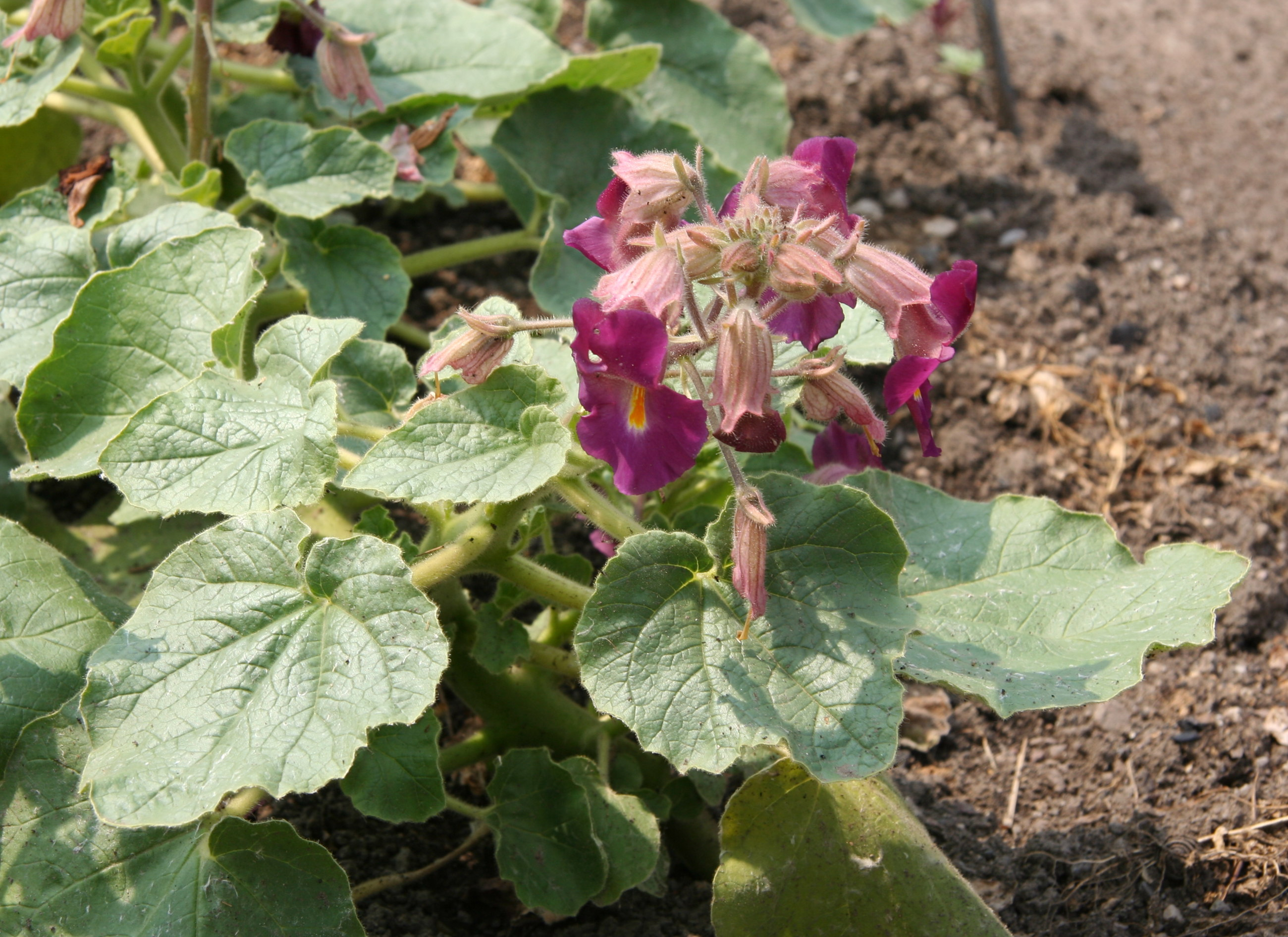
Habitus, Laubblätter und Blütenstand von Proboscidea fragrans

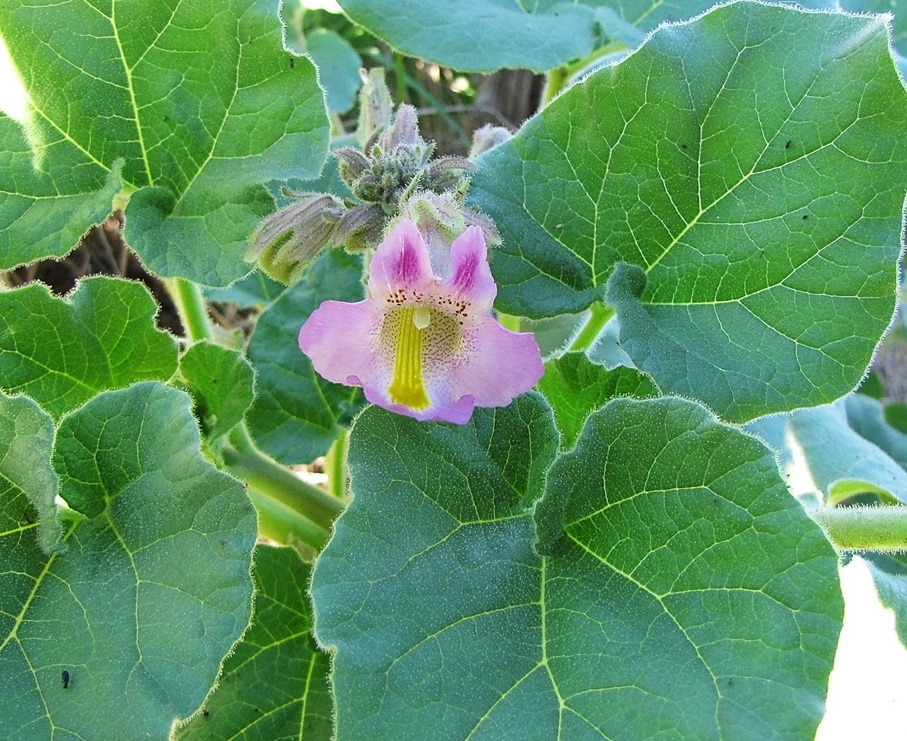
Proboscidea louisianica

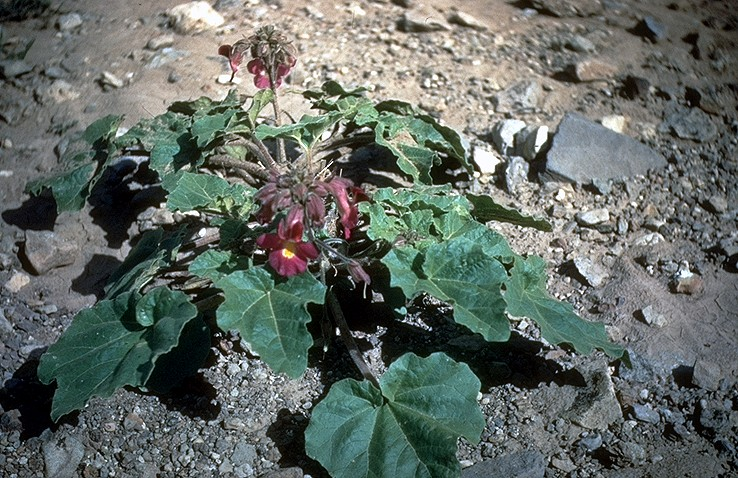
Proboscidea parviflora

### Etymologie
Der Gattungsname Proboscidea ist dem griechischen Wort Proboskis entlehnt und bedeutet „Schnabel“, „Rüssel“ oder „Elefantenrüssel“. Er bezieht sich auf die Verlängerungen der Fruchtspitzen, deren Gestalt an die Rüssel von Elefanten und Mammute erinnert. Im deutschen Sprachraum werden die Pflanzen „Einhornblume“, „Teufelskralle“, „Gemshorn“ und/oder „Rüsselfrucht“ genannt. Im englischen Sprachraum sind die Namen „Devil's claw“, „Unicorn-flower“ und „Ram's horn“ geläufig. Regionale wie historische Bezeichnungen umfassen Trivialnamen wie „Double-claw“, „Goat's head“, „Cuckold's horns“ und „Elephant tusk“.

### Taxonomie
Die Gattung Proboscidea wurde 1762 durch Casimir Christoph Schmidel in Icones Plantarum, Edition Keller, 49, Tafel 12–13 aufgestellt. Typusart ist Proboscidea louisianica (Mill.) Thell. mit dem Basionym Martynia louisianica Mill.

### Äußere Systematik
Die Gattung Proboscidea gehört zur Familie der Gemsenhorngewächse (Martyniacea), in früherer Literatur wurde sie noch, gemeinsam mit den Gattungen Ibicella und Craniolaria, zur Familie Sesamgewächse (Pedaliaceae) gestellt. Die Gattung wird in zwei Untergattungen aufgeteilt: Dissolophia und Eu-Proboscidea.
Proboscidea gilt als artenreichste Gattung unter den Martyniacea. Sie kann im Allgemeinen recht gut von den übrigen Gemsenhorn-Gattungen unterschieden werden; mit Ausnahme von Ibicella bildet nur Proboscidea Kapselfrüchte mit den typischen langen „Gemsenhörnern“. Von Ibicella unterscheidet sich Proboscidea durch die unbestachelten Kapselfrüchte.

### Arten und ihre Verbreitung
Es werden etwa sieben Arten anerkannt:
- Proboscidea althaeifolia Benth. & Decne.: Sie kommt von den südwestlichen USA bis ins nördliche Mexiko und in Peru vor.[23]
- Proboscidea fragrans Lindl. & Decne.: Sie kommt von den südwestlichen USA bis ins nördliche Mexiko und in Australien vor.
- Proboscidea louisianica (Mill.) Thell.: Es gibt etwa zwei Unterarten:
  - Proboscidea louisianica subsp. fragrans (Lindl.) Bretting: Sie kommt ursprünglich in Texas und in Mexiko vor. Sie ist beispielsweise in Südafrika und Australien ein Neophyt.[23]
  - Proboscidea louisianica (Mill.) Thell. subsp. louisianica: Sie kommt ursprünglich in US-Bundesstaaten Kansas, Nebraska, Oklahoma, Colorado, New Mexico und Texas vor. Sie ist beispielsweise in Südeuropa, Osteuropa und Australien ein Neophyt.[23]
- Proboscidea parviflora (Wooton) Wooton & Standl.: Es gibt drei Unterarten:
  - Proboscidea parviflora (Wooton) Wooton & Standl. subsp. parviflora: Es gibt zwei Varietäten:
    - Proboscidea parviflora subsp. parviflora var. parviflora: Sie kommt von den südwestlichen USA bis ins nördliche Mexiko vor.
    - Proboscidea parviflora subsp. parviflora var. hohokamiana Bretting: Sie kommt nur in den südwestlichen USA vor.

  - Proboscidea parviflora subsp. gracillima (Hevly) Bretting: Dieser Endemit kommt nur im mexikanischen Baja California vor.
  - Proboscidea parviflora subsp. sinaloensis (Van Eselt.) Bretting: Sie kommt nur im nordwestlichen Mexiko vor.[23]
- Proboscidea sabulosa Correll: Sie kommt von Texas und New Mexico bis ins nördliche Mexiko vor.[23]
- Proboscidea spicata Correll: Sie kommt von Texas bis ins nördliche Mexiko vor.
- Proboscidea triloba (Schltdl. & Cham.) Decne.: Es gibt zwei Unterarten:
  - Proboscidea triloba (Schltdl. & Cham.) Decne. subsp. triloba: Sie kommt nur vom zentralen Mexiko bis Guatemala vor.
  - Proboscidea triloba subsp. diversifolia Hevly: Dieser Endemit kommt nur im zentralen Mexiko vor.

Obgleich zahlreiche Synonyme, Unterarten und Varietäten beschrieben wurden und an manchen Naturstandorten mehrere Arten gleichzeitig wachsen, konnten bislang weder Natur- noch Kulturhybriden nachgewiesen werden. Proboscidea gilt daher als kreuzungsresistent.

## Ethnobotanik

### Kulturgeschichte

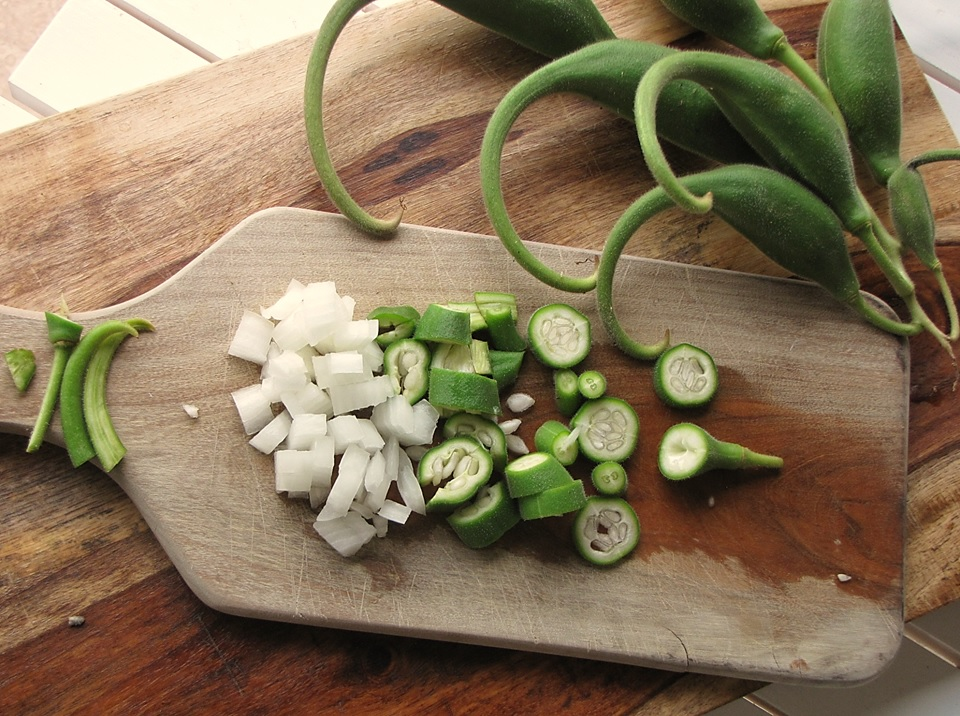
Geschnittene Jungfrüchte von Proboscidea parviflora mit Zwiebeln.

Bestimmte Proboscidea-Arten werden seit dem 17. Jahrhundert in Europa kultiviert. Ihre hübschen Blüten machten sie als Zierpflanzen beliebt und so breiteten sie sich rasch über verschiedenste Regionen der Welt aus, wo sie den dortigen Gartenkulturen entkamen und nun als Neophyten Teil der dortigen Flora geworden sind.
Mehrere Arten von Proboscidea finden besonders in den Südstaaten der USA als Nutz- und Medizinpflanzen Verwendung. Indianervölker wie die Navajo, Pima, Havasupai und auch die Zuñi kultivieren Proboscidea louisianica, Prob. fragrans und Prob. parviflora schon seit Jahrhunderten auf eigens angepflanzten Feldern. Ein besonderer Kultivar (Proboscidea parviflora var. hohokamiana, nach der Hohokam-Kultur) konnte auch junge Früchte mit doppelter Spitze bilden, doch kam diese Selektion aus der Mode, weil die Indianer glaubten, dass doppelt gehörnte Früchte zu vermehrten Zwillingsgeburten bei Frauen führen würden. Proboscidea althaeifolia wurde von den Seri-Indianern wegen ihrer essbaren Wurzeln kultiviert. Wegen der vielseitigen Nutzbarkeit werden Prob. louisianica, Prob. fragrans und Prob. parviflora bis heute in Texas und New Mexico (aber auch außerhalb der USA) kommerziell angebaut.

### Nutzung
Die heranreifenden Früchte von Prob. althaeifolia, Prob. louisianica und Prob. parviflora werden noch heute von Einheimischen gerne wie Essiggurken eingelegt und später verzehrt. Oder sie werden, ähnlich wie Okra, gekocht oder gedünstet und mit Butter serviert. Die Navajo und Pima berichten, dass die getrockneten Blätter und Kapseln zu einem Tee gegen Kopfschmerzen verarbeitet werden. Eine besondere Kulturform von Proboscidea parviflora kann Fruchthaken mit einer Länge von bis zu 45 cm ausbilden, was für die Korb- und Ornamentflechterei genutzt wurde (und wird). Neben den Navajo und den Pima nutzen auch die Havasupai die Samen der oben genannten Arten zur Speiseölgewinnung, oder sie rösten und verzehren sie als Snacks. Ihr Geschmack wird als ähnlich dem von Sonnenblumenkernen beschrieben. Auch in Mexiko sind eingelegte, junge Früchte und Samen als Snacks beliebt. Dort sind bis heute auch Amulette und kleine Kunstwerke aus den holzigen Kapselfrüchten als Geschenke populär.